# Agios Gerásimos
Agios Gerásimos (Agios Gerasimos) är en ort i Grekland.   Den ligger i prefekturen Nomarchía Anatolikís Attikís och regionen Attika, i den sydöstra delen av landet, 40 km sydost om huvudstaden Aten. Agios Gerásimos ligger 84 meter över havet och antalet invånare är 281.
Terrängen runt Agios Gerásimos är kuperad åt nordväst, men åt sydost är den platt. Havet är nära Agios Gerásimos åt sydost.  Närmaste större samhälle är Lávrio, 2,6 km norr om Agios Gerásimos. Omgivningarna runt Agios Gerásimos är i huvudsak ett öppet busklandskap.